# المكتب السياسي للمقاومة الوطنية
المكتب السياسي للمقاومة الوطنية هو هيئة سياسية أعلنت عنه المقاومة الوطنية اليمنية في اليمن بتاريخ 25 مارس2021 برئاسة طارق محمد عبدالله صالح ابن شقيق الرئيس اليمني الراحل علي عبدالله صالح في مدينة المخا محافظة تعز.

## تاريخ
تأسس المكتب السياسي في 25 مارس 2021، لدعم وحدة الصف الجمهوري لاستعادة الدولة وإنهاء الانقلاب. ويهدف المكتب «إلى تعزيز ودعم القوى الوطنية من سياسيين وأحزاب لتقويض خطر الحوثيين في الساحل الغربي واليمن عموما».
في ديسمبر 2022، انظم عدد من الشخصيات الوطنية من أعضاء مجلس النواب إلى الكتلة البرلمانية للمكتب.